# Secondo nome
In molti paesi, un secondo nome viene inserito tra il prenome di una persona e il cognome. Viene utilizzato principalmente per distinguere due omonimi.

## Uso del nome intermedio
Nei paesi scandinavi il secondo nome ("mellemnavn" in Danimarca, "millinafn" in Islanda, "mellomnamn / mellomnavn" in Norvegia, "mellannamn" in Svezia) può essere, a seconda dei casi, un suffisso patronimico o matronimico, un nome di un parente che non ha trasmesso il proprio nome alla persona interessata come cognome proprio, un nome di nascita quando il cognome è cambiato per matrimonio o anche un nome scelto liberamente.
Negli Stati Uniti e in Canada, il middle name è diffuso. È spesso abbreviato dal suo proprietario in un'iniziale, e omesso nella vita di tutti i giorni. Può essere un normale prenome, o in alcuni casi anche il cognome della madre, come in John Fitzgerald Kennedy.
In molti paesi slavi, il secondo nome coincide con il patronimico, come nel caso di Vladimir Il'ič Ul'janov.
In Italia il secondo nome non è particolarmente diffuso, e dove presente il suo uso è disciplinato da norme specifiche.